# Szentpétery Zsigmond (színművész)

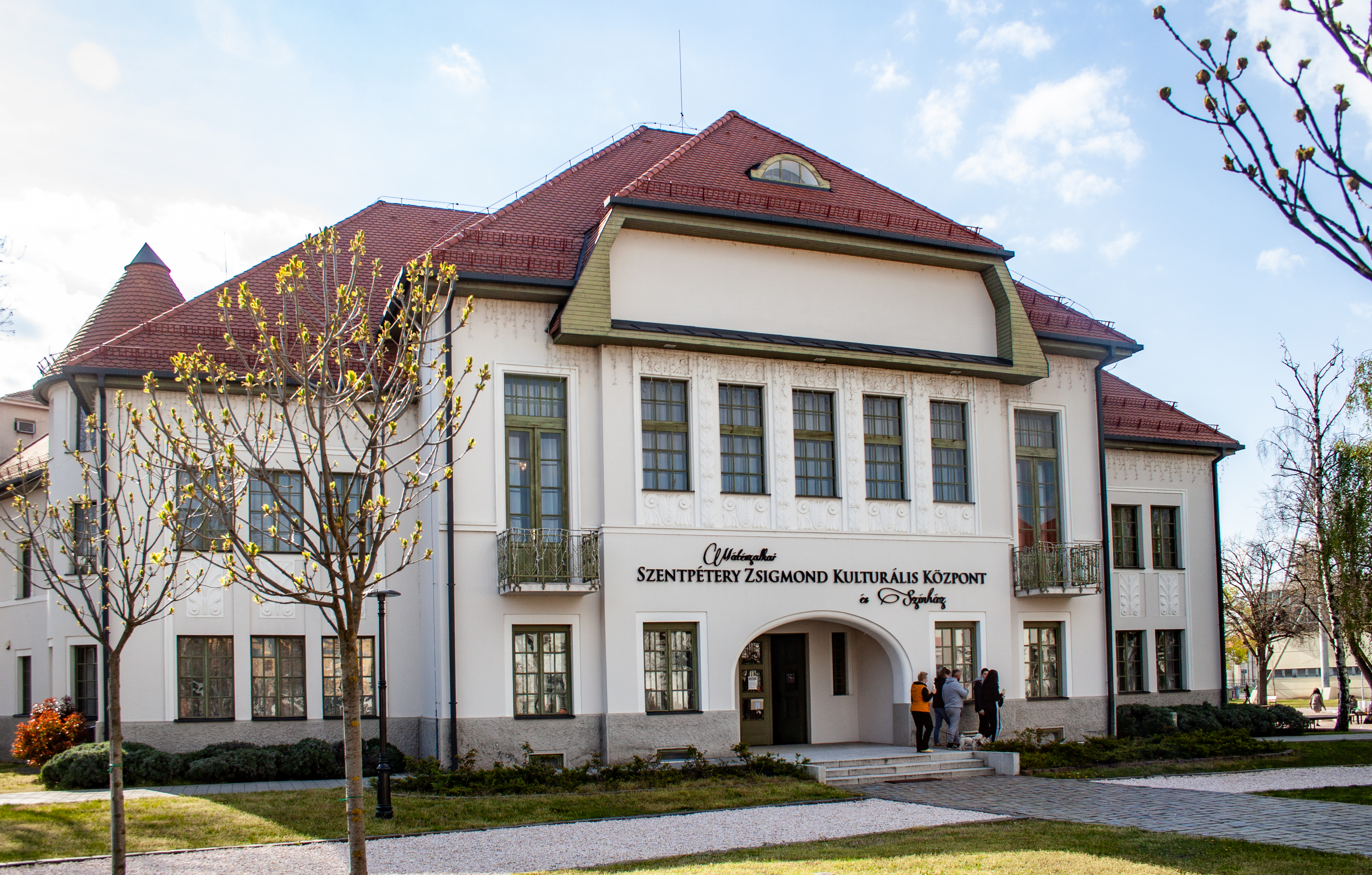
A Szentpétery Zsigmond nevét viselő kultúrház és színház Mátészalkán

Szentpétery Zsigmond (Rohod, 1798. július 31. – Pest, 1858. december 13.) magyar színész, színrendező, színigazgató, a Nemzeti Színház alapító tagja.

## Élete

### Gyermekkora, pályakezdése
A Szabolcs vármegyei Rohod községben született  1798. július 31-én id. Szentpétery Zsigmond fiaként. Nemesi származású családból származott, apja református papként működött, 1801 áprilisától Mátészalkán szolgált, fia itt töltötte gyermekkorát. Sárospatakon és Debrecenben végezte el középiskolai tanulmányait, utóbbi helyre 1811-ben íratták be szülei a református kollégiumba. Jóeszű, engedelmes gyermekként édesapja csak jót hallott róla. Énekes diákként sokat dalolt barátai szórakoztatására is. 1811-ben a szülők Gyürére költöztek a jobb megélhetés reményében, ahonnan azonban körülményesebb volt eljutni a kollégiumba. Szentpétery Zsigmond Debrecenben döntötte el, hogy nem a szülői nyomás hatására választott papi pályát viszi tovább, hanem saját elképzelése szerint színésznek áll. Döntése ellen voltak szülei és rokonai is, mert szerintük az értelmes ifjú többre is képes lenne.
Ennek ellenére mások sem tudtak befolyással lenni rá, így beállt színésznek a Lángh Ádám és Udvarhelyi Miklós vezette együttesbe. Itt 1815. augusztus 19-én már fel is lépett Székelyudvarhely közönsége előtt Molière Sganarelle című darabjában, egy Perrin nevű pór ifjú szerepét játszotta el. Nemsokára igazgatója szerelmes szerepeket osztott rá, ebben a szerepkörben is megállta helyét. Színészképző iskola hiányában az előadásokon, próbákon csiszolta technikáját, fontosnak tartotta az eredetiséget.

### Vándorszínészként
A vándorszínészi életmód csak nehéz megélhetést biztosított számára a bizonytalan bevétel miatt. Egy ideig lakást sem tudott fizetni, ezért a pesti színházi öltözőben lakott. Állandó problémája lett az éhség és a hideg.
1822-től Kilényi (Kocsis) Dávidnál munkálkodott Győrben, ahol tehetségével elismerést vívott ki. A vándorélet egészen addig tartott számára, amíg Pest-Pilis-Solt vármegye pártfogása alá nem vette a budai színházat, addig azonban vidéken játszott. A különböző társulatoknál a rendező szerepet is elvállalta számos darabban. Rendezői dokumentumait az Országos Széchényi Könyvtár Színháztörténeti Tárában őrzik.

### Állandó színházban
Az akkori táblabíró, gróf Széchenyi István segítségével a hatóságok megengedték a kassai színtársulatnak, hogy hosszabb ideig és rendszeresen Budán játszhasson. Az ekkor már elismert Szentpéteryt nejével együtt leszerződtették ide. Majd három évvel később, 1837-ben, a Pesti Magyar Színház megnyitásakor annak igazgatója, Bajza József szerette volna, hogy csatlakozzék a színházhoz, hiszen híre akkorra már hozzá is eljutott. Szerződtette is az társulatába, Először a Belizár című bemutató előadásban szerepelt, amelyben Justinianus keletrómai császárt játszotta. Ezután inkább vígjátékokban játszott apák, nagyapák szerepkörében.
Megyeri Károly (1799–1842) halálával szerepeinek többségét Szentpétery vette át a Nemzeti Színháznál. Annak ellenére, hogy az előző színész hogy játszott, mindig megőrizte eredetiségét.

### Utolsó évei

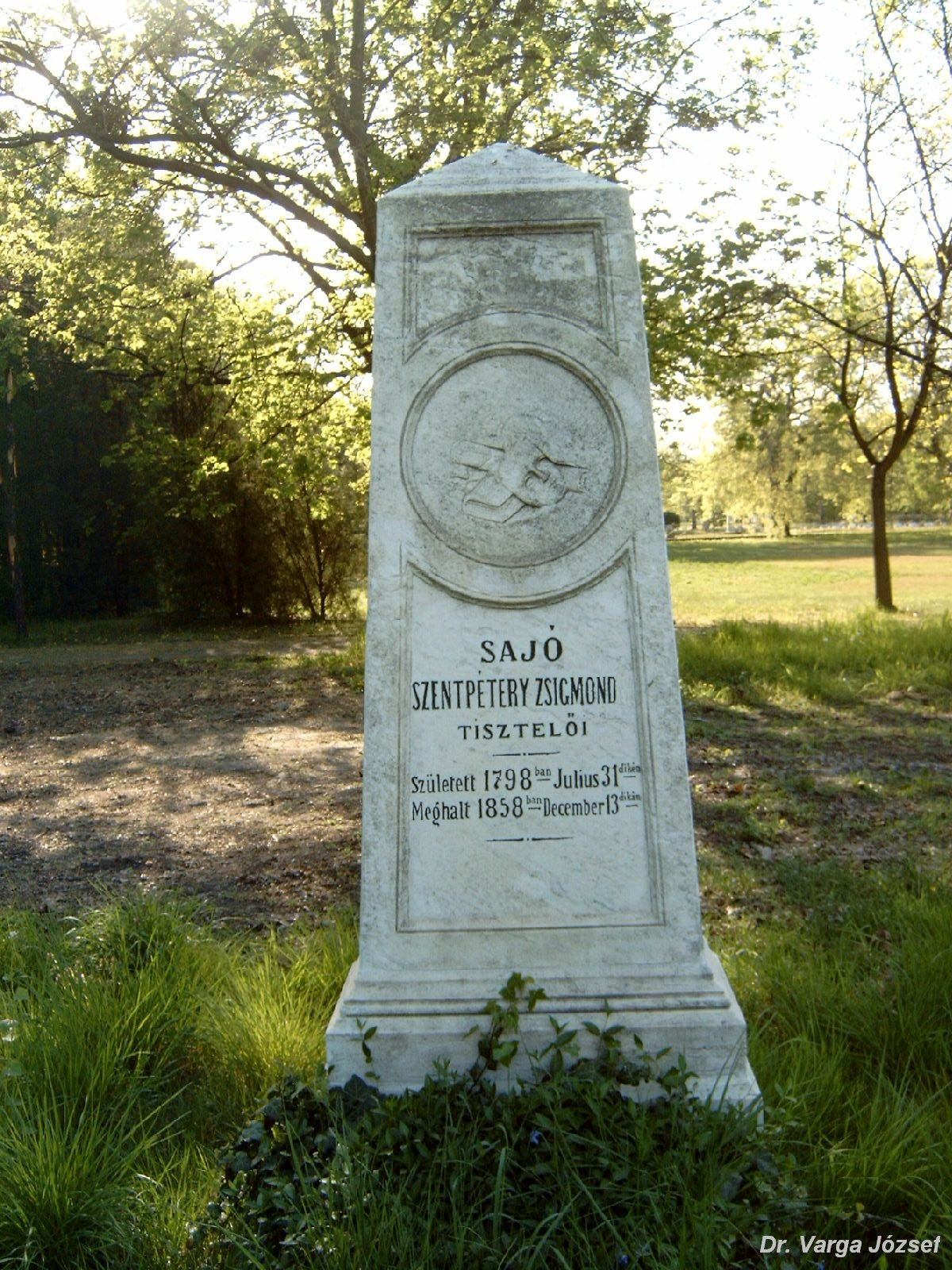
Szentpétery sírja

Utolsó szerepét 1857. május 9-én játszotta Fáy András Régi pénzek című darabjában. Ezután betegeskedni kezd, emiatt nyugdíjassá válik.
1858. december 13-án agyszélhűdés következtében hunyt el. Temetése Budapest lakosságának impozáns részvételével történt. Síremlékét  Kovách András zeneszerző állította, amit 1860. április 28-án lepleztek le (Fiumei úti sírkert (régebben Kerepesi temető), XI. tábla. II. sor, 6. sír).

### Feleségei
Első felesége Borsos Klára énekes-színésznő volt, akivel 1831. január 23-án lépett házasságra Kassán. Az asszony mindössze 24 éves korában, 8 hónapon át tartó aszkórság következtében 1835. január 13-án elhunyt.
Özvegységét újabb házasság váltotta fel: következő felesége Éder Alojzia (Lujza) színésznő volt, akitől rövidesen elvált. 
1843. január 6-án Szentpétery és jegyese, Hollay Anna a Kálvin téri református templomból a háromszori kihirdettetésről bizonyítványt kapott. 1843. január 7-én Pesten, a józsefvárosi plébánián kötöttek házasságot, egyik tanújuk Udvarhelyi Miklós volt.
1852. március 25-én Pesten, a Kálvin téri református templomban házasodott össze Glatz Franciskával, aki haláláig kitartott mellette. A párt Török Pál lelkész adta össze. (1860. július 28-án az özveggyé vált feleség Tóth Soma színésszel kelt egybe Pest, esküvői tanúik Szigligeti Ede és neje voltak.)

## Színházi szerepei
Színházi szerepei szerzők szerinti ábécésorrendben:
- Eötvös József - Szigeti József: Viola – Nyúzó
- Eötvös József: Éljen az egyenlőség – Perlegi
- Hugo - Birch - Pfeiffer: A Notre Dame-i toronyőr – Quasimodo
- Hugó Károly: Báró és bankár – Crandville
- Katona József: Bánk bán – Petur, Mikhál
- Kisfaludy Károly: Stibor
- Kisfaludy Károly: A kérők – Baltafy
- Körner: Zrínyi – címszerep
- Obernyik Károly: Örökség – Schmidt Krisztián
- Schiller: Don Carlos – Posa márki
- Schiller: Ármány és szerelem – Miller
- Schröder: Bohó Misi – címszerep
- Scribe: Pártfogolás – Miremont
- Shakespeare: IV. Henrik – Falstaff
- Shakespeare: Coriolanus – Menenius Agrippa
- Shakespeare: Lear király – Gloster
- Shakespeare: Macbeth – Banquo
- Szigligeti Ede: A cigány – Zsiga
- Vörösmarty: Cillei és a Hunyadiak – Szilágyi